# Кайдалов Данило Олександрович
Данило Олександрович Кайдалов (нар. 2 лютого 2006, Харків, Україна) — український футболіст, нападник харківського «Металіста».

## Клубна кар'єра
Народився в Харкові. Футболом розпочав займатися в місцевій КДЮСШ-16. Згодом навчався в інших харківських футбольних школах — «Металісті», «Сході» та «УФК-Олімпіку».
У 2020 році приєднався до «нового» «Металіста». Сезон 2022/23 років розпочав у юнацькій команді харків'ян. За першу команду «Металіста» дебютував 25 листопада 2022 року в нічийному (0:0) виїзному поєдинку 15-го туру Прем'єр-ліги України проти одеського «Чорноморця». Данило вийшов на поле на 82-й хвилині замість Єгора Картушова, а на 86-й хвилині отримав жовту картку. До завершення сезону 2022/23 років провів 2 поєдинки у вищому дивізіоні чемпіонату України. Першим голом у складі харківського клубу відзначився 26 квітня 2024 року на 86-й хвилині переможного (2:1) домашнього поєдинку 6-го туру групи «Вибування» Першої ліги України проти кременчуцького «Кременя». Кайдалов вийшов на поле на 77-й хвилині замість Даніеля Вернаттуса. Наприкінці січня 2023 року уклав з «Металістом» професійний контракт.

## Кар'єра в збірній
Викликався до юнацької збірної України (U-17), у футболці якої дебютував 27 жовтня 2022 року в переможному (7:0) поєдинку 2-ї групи кваліфікації чемпіонату Європи проти Ліхтенштейну. Данило вийшов на поле на 64-й хвилині замість Кирила Пашка. У березні 2023 року провів ще 2 поєдинки за юнацьку збірну України (U-17).